# Bijuteriile Coroanei României
Bijuteriile Coroanei României sunt un set de obiecte care au fost utilizate pentru încoronarea regilor și reginelor din România. Ele sunt adăpostite în prezent în Muzeul Național de Istorie a României din București. Colecția este formată din: Coroana Regală (așa-numita „Coroană de Oțel”), Coroana Reginei Elisabeta, Coroana Reginei Maria, sfere, Buzduganul Regelui Ferdinand I, Bastonul Regelui Carol al II-lea, Sabia Regelui Carol I și Mantia Regală.
De asemenea tiarele Reginei Maria a României sunt numeroase:tiara kokoshnikul cu safire, tiara cu perle,tiara cu ouăle,tiara kokoshnikul cu smaralde, tiara Cartier cu diamante și perle, tiara cu cercuri, tiara cu simbolurile florale și cele care sunt proprietatea BNR. 

## Coroana de Oțel

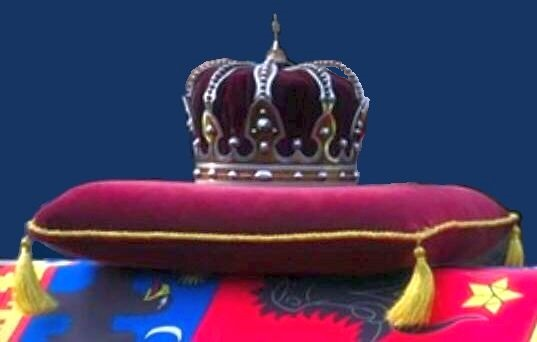
Coroana de Oțel a României

Coroana de oțel este coroana care a fost folosită pentru încoronarea regilor României. Aceasta a fost realizată din oțelul unui tun turcesc care a fost capturat de armata română în timpul Asediului Plevnei în Războiul de Independență (1877-1878). Regele Carol I a ales oțelul în locul aurului pentru a simboliza vitejia ostașilor români. Pe lângă lipsa aurului, coroana nu conține nici pietre prețioase. Coroana i-a fost prezentată regelui pe 10 mai 1881 în timpul ceremoniilor de încoronare și de proclamare a României ca regat. Pe 15 octombrie 1922, coroana a fost folosită pentru încoronarea nepotului și succesorului său, Ferdinand I, precum și la încoronarea ultimului rege al României, Mihai I, pe 6 septembrie 1940. Încoronarea planificată pentru septembrie 1930 a lui Carol al II-lea nu a avut loc din cauza relației sale cu Magda Lupescu.

## Coroana Reginei Elisabeta

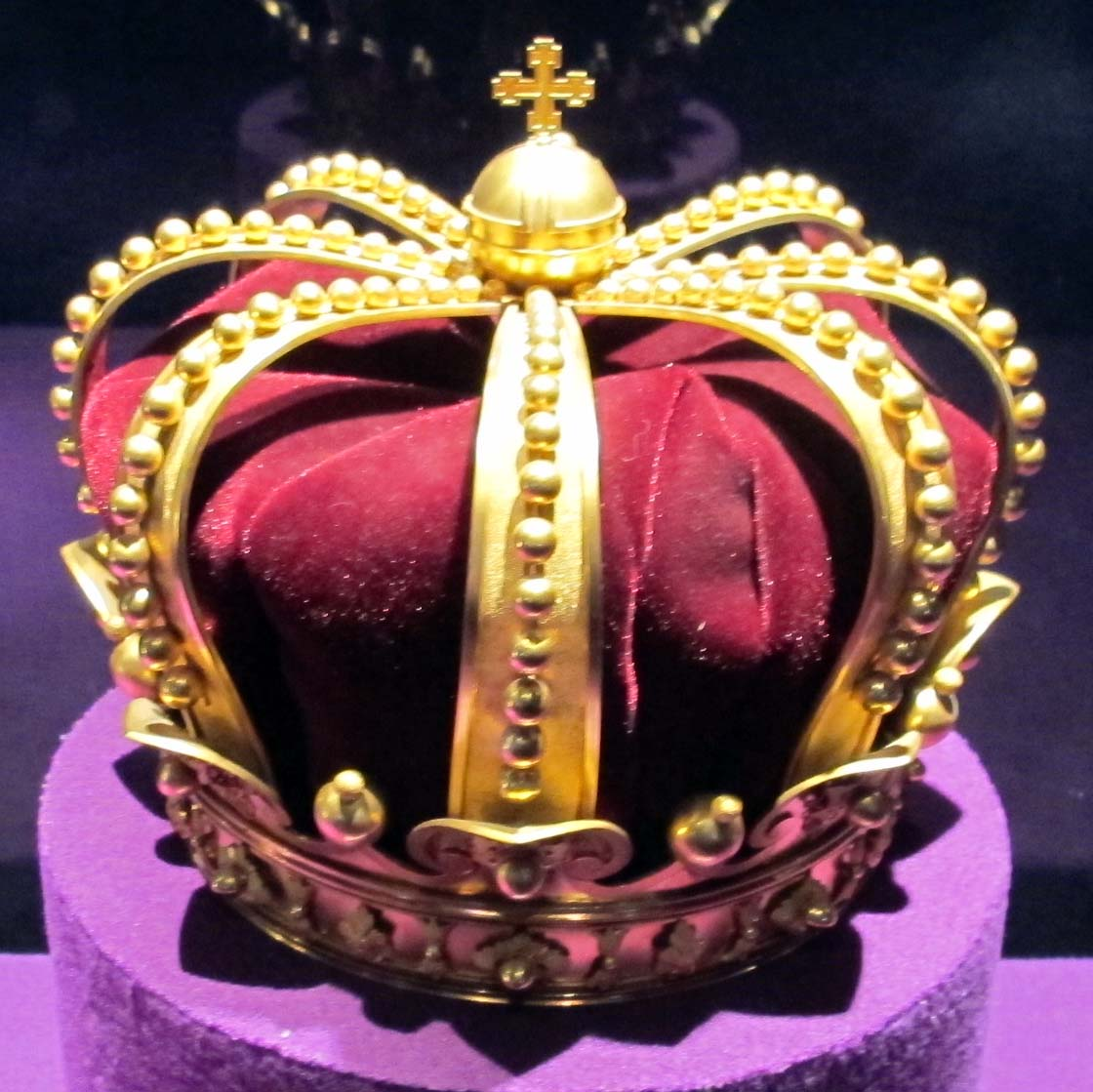
Coroana Reginei Elisabeta a României

Coroana Reginei Elisabeta a fost realizată din aur la Arsenalul Armatei pentru ocazia proclamării Regatului și încoronarea Regelui Carol I și Reginei Elisabeta în anul 1881. Coroana are un design medieval similar cu cel al Coroanei de Oțel și nu conține pietre prețioase.

## Coroana Reginei Maria

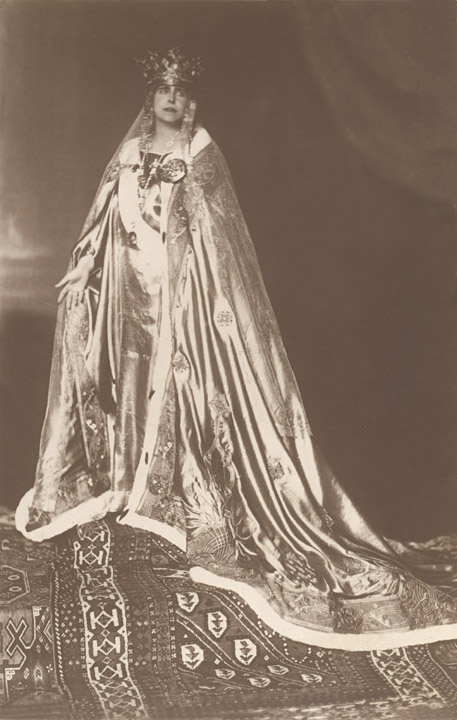
Portretul de încoronare al Reginei Maria purtând Coroana Reginei Maria

Coroana Reginei Maria a fost realizată din aur extras din Transilvania. Aceasta a fost creată special pentru această ocazie a încoronării Regelui Ferdinand I și Reginei Maria, în 1922, la Alba-Iulia. Coroana are un design foarte original. În loc să poarte coroana reginei Elisabeta, regina Maria i-a spus soțul său că „nu vreau nimic modern ce o altă regină ar putea avea. A mea să fie complet medievală”. Noua coroană a fost modelată după cea care a aparținut Doamnei Milița Despina a Țării Românești, soția lui Neagoe Basarab. Acesta conține: rubine, smaralde, ametist, turcoaz și opale și cântărește 1,8 kg. Baza coroanei este decorată cu boabe de grâu, cu opt flori mari și opt flori mici cu ramuri întrețesute. Un glob și o cruce se află deasupra a opt arcade peste ornamentele florale și două pandantive, probabil inspirate de ornamente bizantine antice, atârnă pe laterale, deasupra urechilor, cu stema României pe partea dreaptă și simbolul heraldic al casei ei din Borough (Anglia) pe partea stângă. De fiecare dintre aceste pandantive atârnă trei lanțuri, fiecare cu o cruce într-un cerc de aur la capăt.

## Buzduganul Regelui Ferdinand I
Buzduganul lui Ferdinand I a fost realizat la Alba-Iulia pentru încoronarea Regelui Ferdinand I în anul 1922. Acesta i-a fost prezentat regelui pe 10 mai 1920 de șase fete de la orfelinatul Radu Vodă și este inscripționat cu mesajul „Regelui Ferdinand I, regele tuturor românilor dându-i-se acest buzdugan de către poporul său ca răsplată pentru vrednicia și buna conducere a țării în anii 1916-1919”. În partea de sus sunt patru imagini de țărănci în costume naționale, reprezentând Transilvania, Basarabia, Bucovina și vechiul regat al României. În vârful buzduganului se regăsește capul acvilei cruciate, care simbolizează originea latină a românilor.

## Bastonul Regelui Carol al II-lea
Bastonul lui Carol al II-lea a fost prezentat de către oficialii armatei române Regelui Carol al II-lea în 1940, la a zecea aniversare a ascensiunii sale la tron. Acest sceptru este similar cu Sceptrul lui Ferdinand I.

## Sabia Regelui Carol I
Sabia Regelui Carol I a fost un cadou primit de Regele Carol I de la sultanul otoman Abdulaziz. Lama este fabricată din oțel de Damasc și are mânerul placat cu aur. Teaca conține 1.140 bijuterii, printre care 46 de diamante.

## Galerie

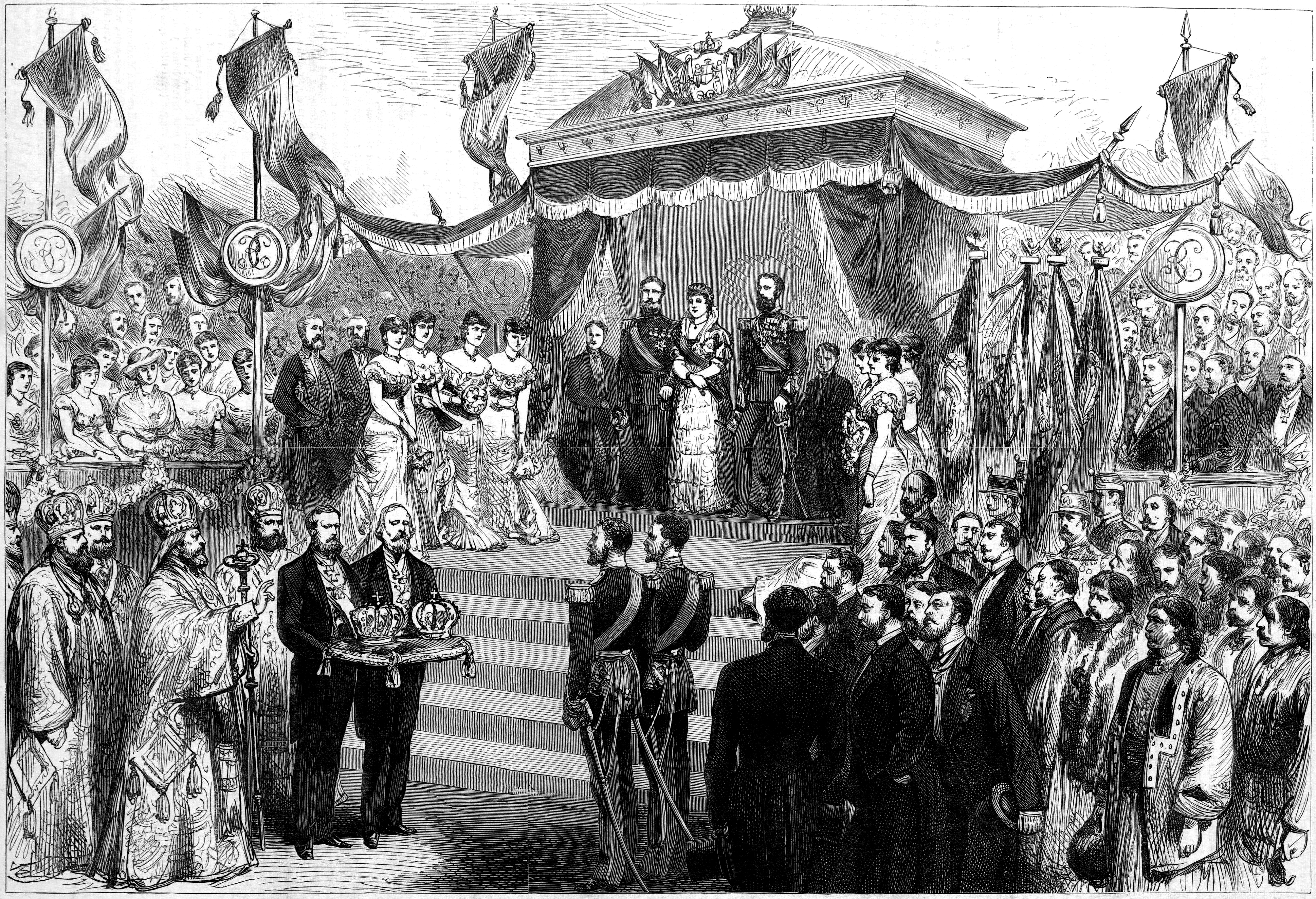
Încoronarea Regelui Carol I.
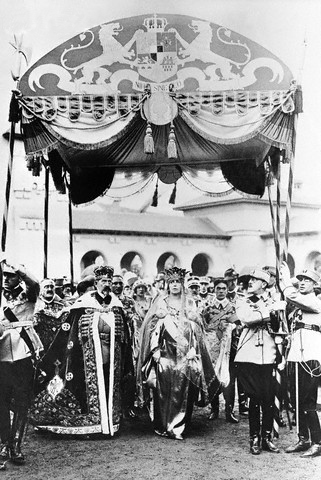
Încoronarea Regelui Ferdinand I.
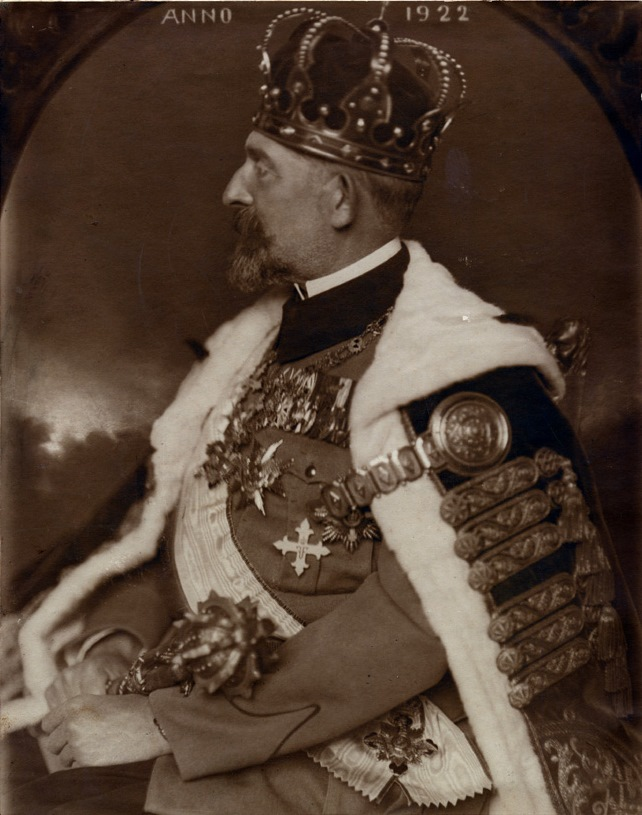
Fotografia de încoronare a Regelui Ferdinand I.
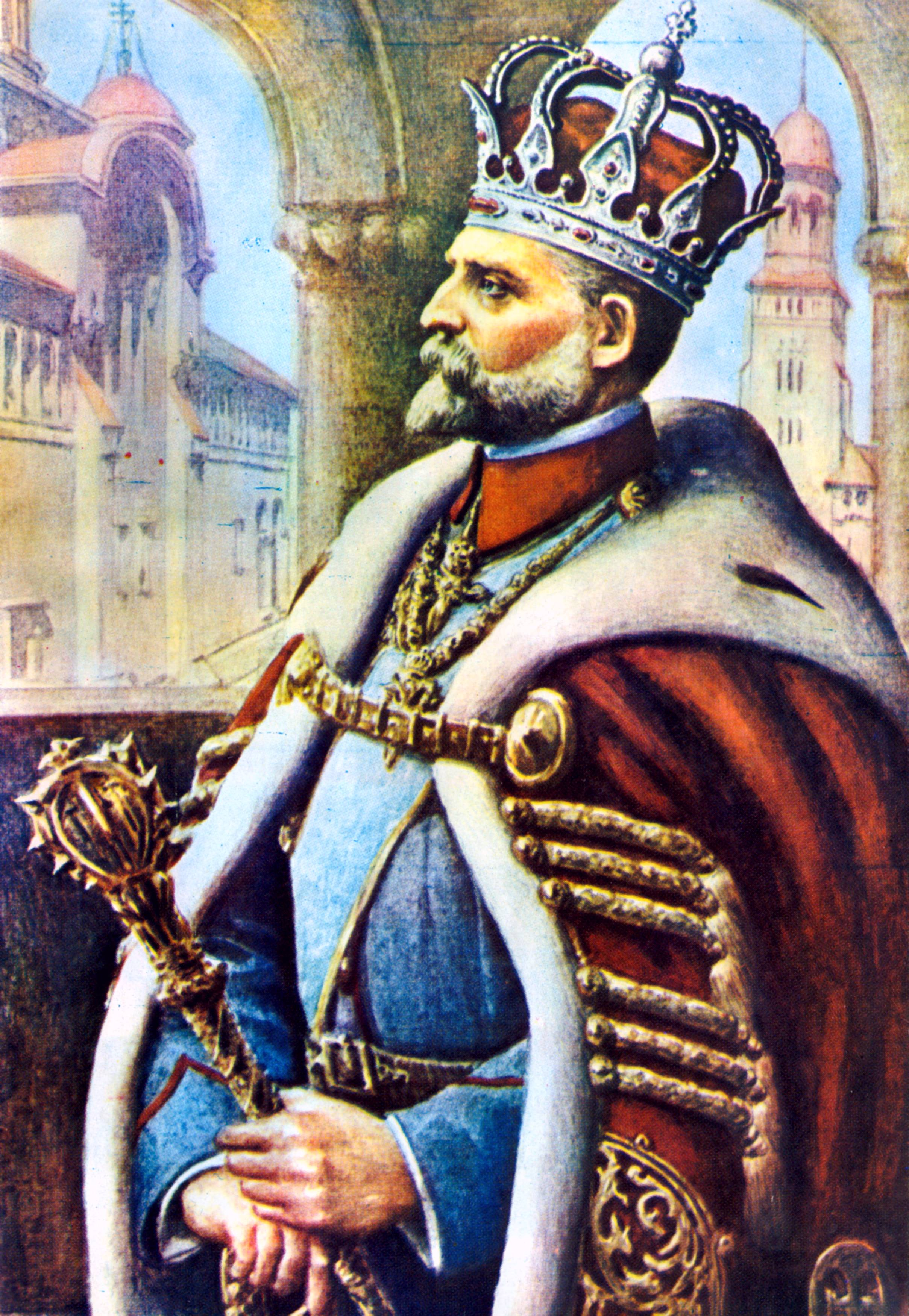
Regele Ferdinand I în veșmântul de încoronare complet.
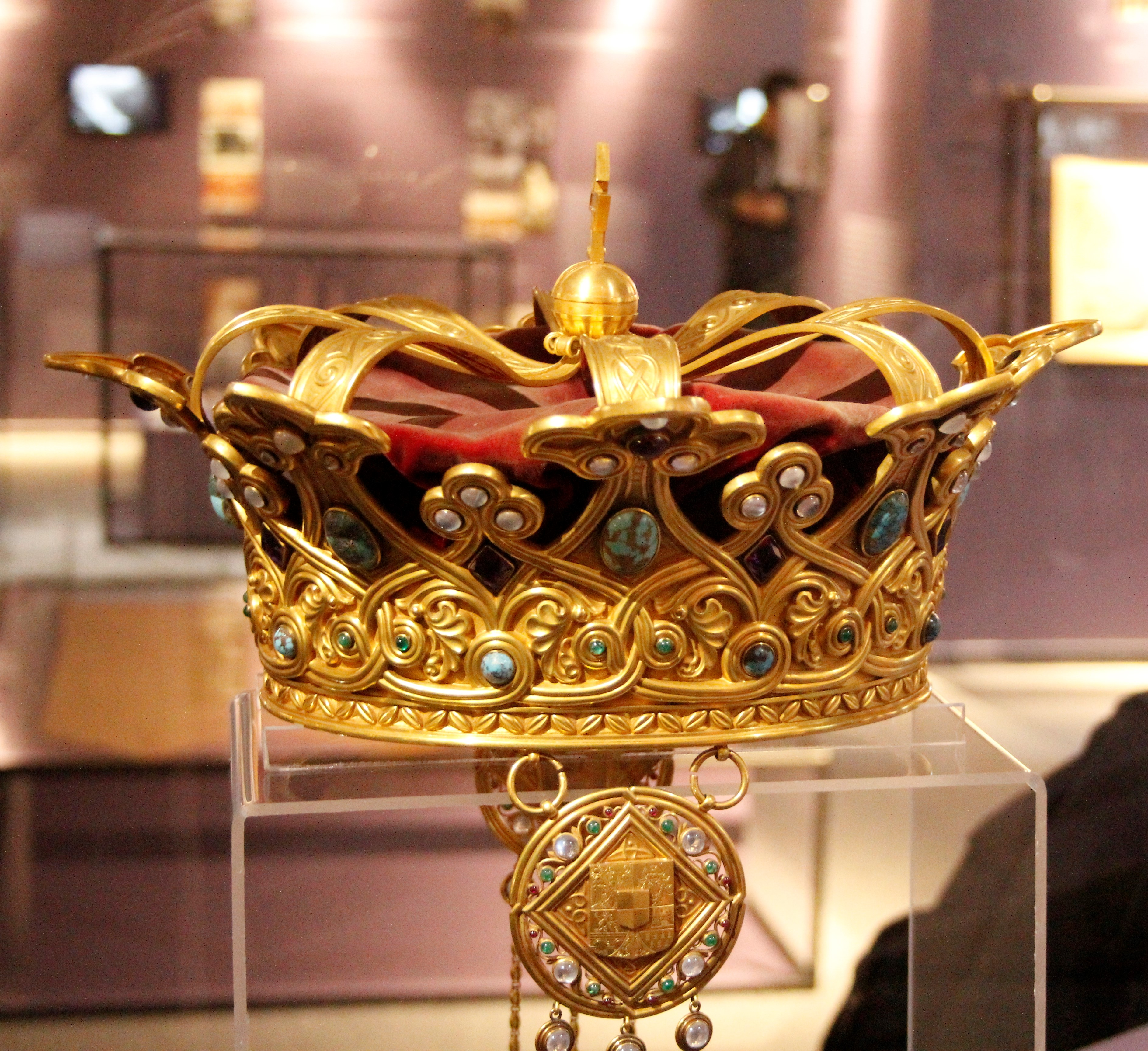
Coroana reginei Maria